# Усть-Ималка
Усть-Ималка — село в Ононском районе Забайкальского края России. Входит в состав сельского поселения «Ималкинское».

## География
Село находится в юго-восточной части района, на правом берегу реки Ималки, к западу от озера Барун-Торей, на расстоянии примерно 48 километров (по прямой) к юго-востоку от села Нижний Цасучей.
Климат
Климат характеризуется как резко континентальный, с продолжительной морозной зимой и коротким тёплым летом. Среднегодовая температура воздуха составляет −1,8 — −1,4 °С. Средняя многолетняя температура самого холодного месяца (января) составляет −26 — −24 °С (абсолютный минимум — −52 °С), температура самого тёплого (июля) — 18 — 20 °С (абсолютный максимум — 40 °С). Среднегодовое количество осадков — 200—400 мм.
Часовой пояс
Село Усть-Ималка находится в часовой зоне МСК+6. Смещение применяемого времени относительно UTC составляет +9:00.

## История
Основано в 1932 году.

## Население
| 2010 | 2021 |
| ---- | ---- |
| 159  | ↘33  |

Половой состав
По данным Всероссийской переписи населения 2010 года в гендерной структуре населения мужчины составляли 52,8 %, женщины — соответственно 47,2 %.
Национальный состав
Согласно результатам переписи 2002 года, в национальной структуре населения буряты составляли 61 % из 372 чел., русские — 30 %.

## Улицы
Уличная сеть села состоит из четырёх улиц.